# Morti l'11 luglio
| Questa pagina contiene informazioni ricavate automaticamente dalle voci biografiche con l'ausilio del template Bio e di un bot. L'aggiornamento è periodico e automatico e ricostruisce completamente la pagina. Se manca una persona in questa lista, sei pregato di non aggiungerla, ma accertati piuttosto che la sua voce biografica contenga il template Bio e che i dati anagrafici siano correttamente compilati. Se il template Bio manca, inseriscilo tu stesso o, in alternativa, metti l'avviso {{tmp\|Bio}} che ne segnala la mancanza. Se i dati riportati sono sbagliati, correggi direttamente la voce biografica; le modifiche saranno visibili in questa lista entro pochi giorni. Per chiarimenti vedi il progetto biografie. La lista contiene solo le 455 persone che sono citate nell'enciclopedia e per le quali è stato implementato correttamente il template Bio. Pagina aggiornata al 13 ago 2025. |

## V secolo(1)
- 472 - Antemio, imperatore romano

## IX secolo(1)
- 854 - Abbondio di Cordova, santo spagnolo

## XI secolo(1)
- 1004 - Tebaldo II di Blois, conte

## XII secolo(3)
- 1110 - Elia I del Maine, conte
- 1174 - Amalrico I di Gerusalemme, cavaliere medievale franco (n. 1136)
- 1183 - Ottone I di Baviera, nobile tedesco (n. 1117)

## XIII secolo(2)
- 1231 - Agnese di Beaujeu, regina
- 1268 - Benedetto d'Alignan, vescovo cattolico francese

## XIV secolo(14)
- 1302 - Guy I de Clermont, militare francese
- 1302 - Goffredo d'Aerschot, nobile
- 1302 - Jehan de Trie, generale francese
- 1302 - Simon de Melun, militare francese
- 1302 - Roberto II d'Artois, conte (n. 1250)
- 1326 - Bartolomeo Sinibuldi, vescovo cattolico italiano
- 1344 - Ulrico III di Württemberg, nobile tedesco (n. 1286)
- 1347 - Bartolomeo da San Concordio, scrittore e aforista italiano (n. 1262)
- 1355 - Federico I d'Atene, nobile italiano
- 1362 - Anna di Świdnica, nobile polacca (n. 1339)
- 1364 - Arnold von Vietinghoff
- 1382 - Nicola d'Oresme, matematico, fisico e astronomo francese (n. 1323)
- 1390 - Lombardo della Seta, umanista e letterato italiano
- 1399 - Enrico VIII il Coraggioso, nobile polacco

## XV secolo(5)
- 1419 - Stella de' Tolomei, nobildonna italiana
- 1443 - Daniele Scoti, vescovo cattolico italiano (n. 1393)
- 1451 - Barbara di Cilli, nobile slovena (n. 1392)
- 1477 - Tristano Sforza, condottiero italiano (n. 1429)
- 1484 - Mino da Fiesole, scultore italiano (n. 1429)

## XVI secolo(11)
- 1509 - Guglielmo II d'Assia, sovrano tedesco (n. 1469)
- 1523 - Federico II Abbatelli, nobile, politico e militare italiano
- 1535 - Gioacchino I di Brandeburgo, nobile (n. 1484)
- 1548 - Berardino Elvino, vescovo cattolico italiano (n. 1504)
- 1551 - Gerolamo Genga, pittore, architetto e scultore italiano (n. 1476)
- 1553 - Maurizio I, Elettore di Sassonia, duca tedesco (n. 1521)
- 1565 - Renato di Challant, conte (n. 1502)
- 1581 - Peder Skram, ammiraglio danese (n. 1503)
- 1593 - Giuseppe Arcimboldo, pittore italiano (n. 1527)
- 1595 - Onorato Lascaris di Ventimiglia, vescovo cattolico italiano (n. 1526)
- 1599 - Chōsokabe Motochika, militare giapponese (n. 1538)

## XVII secolo(12)
- 1614 - Massimiliana Maria di Wittelsbach, nobile tedesca (n. 1552)
- 1617 - Lodovico Melzi, generale italiano (n. 1558)
- 1631 - Girolamo Canini, linguista e presbitero italiano (n. 1551)
- 1644 - Joost Schouten, mercante e diplomatico olandese (n. 1600)
- 1649 - Susanna Hall, inglese (n. 1583)
- 1661 - Eitel Federico II di Hohenzollern-Hechingen, principe (n. 1601)
- 1664 - Philips Angel II, pittore, incisore e illustratore olandese (n. 1618)
- 1667 - Stefano Durazzo, cardinale e arcivescovo cattolico italiano (n. 1594)
- 1671 - Adriaen Hanneman, pittore olandese (n. 1603)
- 1679 - William Chamberlayne, poeta inglese (n. 1619)
- 1688 - Narai, sovrano thailandese (n. 1632)
- 1690 - Friedrich von Schomberg, generale tedesco (n. 1615)

## XVIII secolo(16)
- 1703 - Piero Bonsi, cardinale e ambasciatore italiano (n. 1631)
- 1704 - Marcus Conrad Dietze, architetto e scultore tedesco (n. 1658)
- 1731 - Jean-François Leriget de La Faye, diplomatico e poeta francese (n. 1674)
- 1732 - Teodoro Eustachio del Palatinato-Sulzbach, conte (n. 1659)
- 1743 - Giovanni del Fantasia, architetto italiano (n. 1670)
- 1751 - Augusta Dorotea di Brunswick-Wolfenbüttel, duchessa (n. 1666)
- 1763 - Peter Forsskål, esploratore, filosofo e naturalista svedese (n. 1732)
- 1763 - Carmine Gentili, ceramista italiano (n. 1678)
- 1766 - Elisabetta Farnese, nobildonna italiana (n. 1692)
- 1768 - José de Nebra, compositore spagnolo (n. 1702)
- 1774 - William Johnson, generale e politico irlandese (n. 1715)
- 1789 - Victor Riqueti de Mirabeau, economista francese (n. 1715)
- 1790 - Fabrizio Galliari, pittore e scenografo italiano (n. 1709)
- 1791 - Giovanni de Gregorio, cardinale italiano (n. 1729)
- 1797 - Charles Macklin, attore teatrale irlandese (n. 1699)
- 1797 - Ienăchiță Văcărescu, filologo, poeta e storico romeno (n. 1740)

## XIX secolo(45)
- 1805 - Thomas Wedgwood, scienziato e inventore britannico (n. 1771)
- 1806 - James Smith, avvocato e politico statunitense (n. 1719)
- 1807 - George Atwood, matematico, inventore e scacchista inglese (n. 1745)
- 1813 - Charlotte Fermor, nobildonna inglese (n. 1725)
- 1814 - Saadat Ali Khan II, sovrano indiano (n. 1752)
- 1815 - Joseph Daquin, medico francese (n. 1732)
- 1816 - Philippe-Laurent Roland, scultore francese (n. 1746)
- 1817 - William Gregor, presbitero e mineralogista britannico (n. 1761)
- 1820 - Frederick Traugott Pursh, botanico statunitense (n. 1774)
- 1824 - Francesco Leopoldo Bertoldi, scrittore, poeta e presbitero italiano (n. 1737)
- 1831 - Vasilij Michajlovič Golovnin, navigatore e esploratore russo (n. 1776)
- 1836 - Gregers Lundh, storico norvegese (n. 1786)
- 1838 - Louis-Robert Goust, architetto francese (n. 1761)
- 1844 - Evgenij Abramovič Baratynskij, poeta russo (n. 1800)
- 1845 - Johann Wilhelm Meigen, entomologo tedesco (n. 1764)
- 1846 - Peter Goëss, ufficiale e giurista austriaco (n. 1774)
- 1847 - Antoine Virgile Schneider, generale, politico e nobile francese (n. 1779)
- 1853 - Giacomo Maria Paci, fisico italiano (n. 1798)
- 1854 - Feliciano Gattinara di Gattinara, militare italiano (n. 1784)
- 1856 - Josef Kajetán Tyl, drammaturgo e attore teatrale ceco (n. 1808)
- 1859 - William Richard Hamilton, antiquario, esploratore e diplomatico britannico (n. 1777)
- 1863 - Tanaka Shinbei, samurai giapponese (n. 1832)
- 1867 - Enrico LXVII di Reuss-Gera, nobile tedesco (n. 1789)
- 1868 - Eugen I Karl Czernin von und zu Chudenitz, nobile, politico e storico boemo (n. 1796)
- 1871 - Germain Sommeiller, ingegnere italiano (n. 1815)
- 1872 - Antonio Boldini, pittore italiano (n. 1799)
- 1872 - Eugenia Tadolini, soprano italiano (n. 1808)
- 1879 - William Allen, politico statunitense (n. 1803)
- 1880 - Léon Gaston Genevier, botanico e farmacista francese (n. 1830)
- 1881 - Elisabeth Jerichau-Baumann, pittrice polacca (n. 1819)
- 1881 - Vilhelm Topsøe, scrittore danese (n. 1840)
- 1886 - Bernardino Biondelli, linguista, numismatico e archeologo italiano (n. 1804)
- 1886 - Joanny Chatigny, pittore, incisore e scultore francese (n. 1834)
- 1886 - Jules Malou, politico belga (n. 1810)
- 1888 - Hugo Rühle, medico tedesco (n. 1824)
- 1888 - Luigi Serra, pittore italiano (n. 1846)
- 1890 - Marcantonio Colonna di Stigliano, nobile italiano (n. 1808)
- 1892 - Ettore Borgia, politico italiano (n. 1802)
- 1892 - Francesco Maria Imparati, arcivescovo cattolico italiano (n. 1838)
- 1892 - Ravachol, anarchico francese (n. 1859)
- 1893 - Eugène Simonis, scultore belga (n. 1810)
- 1896 - Alberto Amman, imprenditore e nobile italiano (n. 1847)
- 1896 - Ernst Curtius, storico, archeologo e insegnante tedesco (n. 1814)
- 1899 - Teodolfo Mertel, avvocato, magistrato e politico italiano (n. 1806)
- 1900 - Marie Bilders-van Bosse, pittrice olandese (n. 1837)

## XX secolo(220)
- 1901 - Eugenio Ravà, patriota italiano (n. 1840)
- 1901 - Stefano Ussi, pittore italiano (n. 1822)
- 1903 - William Ernest Henley, poeta, giornalista e editore britannico (n. 1849)
- 1905 - Muhammad Abduh, giurista, filosofo e teologo egiziano (n. 1849)
- 1905 - William Muir, orientalista scozzese (n. 1819)
- 1906 - Heinrich Gelzer, filologo classico tedesco (n. 1847)
- 1907 - Otto Georg Wetterstrand, psichiatra svedese (n. 1845)
- 1908 - Fritz Traun, tennista, velocista e mezzofondista tedesco (n. 1876)
- 1909 - Simon Newcomb, matematico e astronomo statunitense (n. 1835)
- 1909 - Giuseppe Parvis, ebanista e scultore italiano (n. 1831)
- 1910 - Wilhelm Stiassny, architetto austro-ungarico (n. 1842)
- 1911 - Merritt Giffin, discobolo statunitense (n. 1887)
- 1912 - Ferdinand Monoyer, medico francese (n. 1836)
- 1912 - Vincenzo Ricci, ingegnere e politico italiano (n. 1851)
- 1913 - Charles Lavigne, missionario e vescovo cattolico francese (n. 1840)
- 1914 - Winifred Hardinge, baronessa Hardinge di Penshurst, nobildonna inglese (n. 1868)
- 1914 - Julius Rodenberg, poeta, scrittore e editore tedesco (n. 1831)
- 1917 - Charles Horton Peck, micologo e botanico statunitense (n. 1833)
- 1918 - Abbas Səhhət, poeta, drammaturgo e traduttore azero (n. 1874)
- 1919 - William Brewster, ornitologo statunitense (n. 1851)
- 1920 - Eugenia de Montijo, contessa (n. 1826)
- 1922 - Ernest Greenhalgh, calciatore inglese (n. 1849)
- 1925 - Isacco Mariani, pilota motociclistico italiano (n. 1892)
- 1925 - Rudolf Martin, antropologo tedesco (n. 1864)
- 1926 - Fran Detela, scrittore sloveno (n. 1850)
- 1927 - Ottavio Cagiano de Azevedo, cardinale italiano (n. 1845)
- 1927 - Fernand Feyaerts, pallanuotista e nuotatore belga (n. 1882)
- 1929 - Francis J. Grandon, regista, attore e sceneggiatore statunitense (n. 1879)
- 1929 - Ali Ahmad Khan, nobile e emiro afghano (n. 1883)
- 1929 - George Lansing Raymond, docente e scrittore statunitense (n. 1839)
- 1929 - Billy Mosforth, calciatore inglese (n. 1859)
- 1930 - Napoleone Leumann, imprenditore e filantropo svizzero (n. 1841)
- 1931 - Jean-Louis Forain, pittore e disegnatore francese (n. 1852)
- 1931 - Alfredo Lusignoli, funzionario e politico italiano (n. 1869)
- 1932 - Lucien Lesna, ciclista su strada e pistard francese (n. 1863)
- 1932 - Friedrich Vierhapper, esploratore e botanico austriaco (n. 1876)
- 1933 - Venturino Camaiti, scrittore e poeta italiano (n. 1862)
- 1933 - Edward Dillon, attore, regista e sceneggiatore statunitense (n. 1879)
- 1933 - Vittorio Giaccone, avvocato e politico italiano (n. 1858)
- 1934 - Aleksandr Nikolaevič Potresov, rivoluzionario russo (n. 1869)
- 1935 - Harold Simpkins, golfista statunitense (n. 1885)
- 1936 - Bert Drury, ginnasta britannico (n. 1883)
- 1937 - George Gershwin, compositore, pianista e direttore d'orchestra statunitense (n. 1898)
- 1937 - Keene Thompson, sceneggiatore statunitense (n. 1885)
- 1938 - Umberto Blasi, maratoneta italiano (n. 1886)
- 1940 - Italo Pacchioni, inventore e fotografo italiano (n. 1872)
- 1941 - Emilio Agostini, poeta italiano (n. 1874)
- 1941 - Arthur Evans, archeologo britannico (n. 1851)
- 1941 - Cesare Giacobbe, militare italiano (n. 1916)
- 1942 - Friedrich Adler, designer e artista tedesco (n. 1878)
- 1943 - Francesco Caprile, marinaio italiano (n. 1912)
- 1943 - Enrico Francisci, generale italiano (n. 1884)
- 1943 - Ludvig Holstein, scrittore danese (n. 1864)
- 1943 - Margaret Gathorne-Hardy, nobildonna inglese (n. 1858)
- 1943 - Vera Aleksandrovna Trefilova, danzatrice russa (n. 1875)
- 1944 - Josip Vandot, scrittore sloveno (n. 1884)
- 1945 - Mario Acquaviva, politico e rivoluzionario italiano (n. 1900)
- 1945 - Hugh Elles, generale inglese (n. 1880)
- 1945 - Duilio Scandali, poeta italiano (n. 1876)
- 1945 - Ludwig Schmaderer, alpinista e sportivo tedesco (n. 1913)
- 1945 - Stanko Tavčar, calciatore jugoslavo (n. 1898)
- 1946 - Paul Nash, pittore britannico (n. 1889)
- 1947 - Amalia Moretti Foggia, giornalista e medica italiana (n. 1872)
- 1948 - John Anderson, discobolo statunitense (n. 1907)
- 1948 - King Baggot, attore, regista e sceneggiatore statunitense (n. 1879)
- 1948 - Campbell Dodgson, scrittore e storico dell'arte inglese (n. 1867)
- 1949 - Jean-Baptiste Nguyễn Bá Tòng, vescovo cattolico vietnamita (n. 1868)
- 1950 - Buddy DeSylva, compositore, paroliere e produttore discografico statunitense (n. 1895)
- 1950 - Lauri Tanner, ginnasta e calciatore finlandese (n. 1890)
- 1951 - Albert Fuller Ellis, neozelandese (n. 1869)
- 1951 - Leone Osvaldo Girolami, ingegnere e politico italiano (n. 1894)
- 1951 - Concetto Maugeri, artista italiano (n. 1919)
- 1952 - Valeriu Traian Frențiu, vescovo cattolico rumeno (n. 1875)
- 1952 - Carlo Moretti, ciclista su strada italiano (n. 1908)
- 1952 - Fortunat Strowski, storico, saggista e critico letterario francese (n. 1866)
- 1953 - Oliver Campbell, tennista statunitense (n. 1871)
- 1954 - Giuseppe Garuti, scenografo, costumista e illustratore italiano (n. 1868)
- 1955 - Vittorio Parisi, cantante italiano (n. 1892)
- 1956 - Francesco Selvaggi, politico italiano (n. 1882)
- 1957 - Aga Khan III, imam pakistano (n. 1877)
- 1957 - Vincenzo Dapino, generale italiano (n. 1891)
- 1957 - Walter Nausch, allenatore di calcio e calciatore austriaco (n. 1907)
- 1957 - Óscar Guillermo Rossi, calciatore argentino (n. 1931)
- 1957 - Fernanda Wittgens, critica d'arte, storica dell'arte e museologa italiana (n. 1903)
- 1957 - Bedřich Šupčík, ginnasta cecoslovacco (n. 1898)
- 1958 - Evelyn Varden, attrice statunitense (n. 1893)
- 1959 - Domenico Marzi, politico, avvocato e partigiano italiano (n. 1876)
- 1960 - Giovanni Antiga, compositore e organista italiano (n. 1878)
- 1960 - Gunnar Björling, scrittore e poeta finlandese (n. 1887)
- 1961 - Mario Vercellino, generale italiano (n. 1879)
- 1962 - Don Napy, sceneggiatore e regista cinematografico argentino
- 1962 - Owen D. Young, economista statunitense (n. 1874)
- 1963 - Christian Deubler, ginnasta e multiplista tedesco (n. 1880)
- 1963 - Novello Novelli, politico italiano (n. 1877)
- 1963 - Olena Stepaniv, militare e economista ucraina (n. 1892)
- 1964 - John Eke, mezzofondista svedese (n. 1886)
- 1964 - Michel Mouskhély, politologo georgiano (n. 1903)
- 1964 - Guillermo Subiabre, calciatore cileno (n. 1903)
- 1964 - Maurice Thorez, politico francese (n. 1900)
- 1964 - Karl Tinzl, politico italiano (n. 1888)
- 1965 - Ray Collins, attore statunitense (n. 1889)
- 1965 - Harald Johansen, calciatore norvegese (n. 1887)
- 1966 - Billy Butler, calciatore e allenatore di calcio inglese (n. 1900)
- 1966 - Voldemārs Elmūts, cestista lettone (n. 1910)
- 1966 - Mario Giordani, chimico italiano (n. 1899)
- 1966 - Josephine Joseph, attrice e circense austriaca (n. 1913)
- 1966 - Andrew McNaughton, generale, politico e scienziato canadese (n. 1887)
- 1966 - Augusto Monti, scrittore e docente italiano (n. 1881)
- 1966 - Marcel Piquet, vescovo cattolico e missionario francese (n. 1888)
- 1966 - Delmore Schwartz, scrittore statunitense (n. 1913)
- 1966 - Ludwig Fréderic Teichfuss, progettista italiano (n. 1884)
- 1967 - John F. Hamilton, attore statunitense (n. 1893)
- 1967 - Angelo Monteverdi, filologo italiano (n. 1886)
- 1969 - Giacomo Brodolini, sindacalista e politico italiano (n. 1920)
- 1969 - Hina Spani, soprano argentino (n. 1896)
- 1969 - Guilherme de Almeida, poeta brasiliano (n. 1890)
- 1970 - André Lurçat, architetto e designer francese (n. 1894)
- 1970 - Agustín Muñoz Grandes, politico e generale spagnolo (n. 1896)
- 1970 - Sonny Wood, cestista statunitense (n. 1922)
- 1971 - Laurent Dauthuille, pugile francese (n. 1924)
- 1971 - Talitha Getty, attrice e modella olandese (n. 1940)
- 1971 - Pedro Rodríguez de la Vega, pilota automobilistico messicano (n. 1940)
- 1971 - Frank Rosenblatt, psicologo statunitense (n. 1928)
- 1971 - Bill Sattler, cestista statunitense (n. 1916)
- 1971 - Rodolfo Terlizzi, schermidore italiano (n. 1896)
- 1971 - Cristoforo Arduino Terzi, vescovo cattolico italiano (n. 1884)
- 1971 - Carleton G. Young, attore statunitense (n. 1907)
- 1972 - Carlo Ballerini, calciatore italiano (n. 1903)
- 1973 - Aziz Abazah, poeta egiziano (n. 1898)
- 1973 - Averkij Borisovič Aristov, politico e diplomatico sovietico (n. 1903)
- 1973 - Jörg Bruder, velista e insegnante brasiliano (n. 1937)
- 1973 - Ludwik Gintel, calciatore polacco (n. 1899)
- 1973 - Júlio Delamare, giornalista brasiliano (n. 1928)
- 1973 - Walter Krüger, generale tedesco (n. 1892)
- 1973 - Giulio Lega, militare e aviatore italiano (n. 1892)
- 1973 - Aleksandr Vasil'evič Mosolov, compositore sovietico (n. 1900)
- 1973 - Filinto Müller, politico e militare brasiliano (n. 1900)
- 1973 - Robert Ryan, attore statunitense (n. 1909)
- 1973 - Karl Vernon, canottiere britannico (n. 1880)
- 1973 - Nobuko Yoshiya, scrittrice giapponese (n. 1896)
- 1973 - Cesare Zerba, cardinale italiano (n. 1892)
- 1974 - Pär Fabian Lagerkvist, scrittore, poeta e drammaturgo svedese (n. 1891)
- 1974 - Massimiliano Zandali, calciatore italiano (n. 1917)
- 1975 - Leone Sbrana, scrittore e politico italiano (n. 1912)
- 1976 - Emilio Battista, ingegnere e politico italiano (n. 1903)
- 1976 - Giorgio Bellandi, pittore italiano (n. 1931)
- 1976 - François Charrière, vescovo cattolico svizzero (n. 1893)
- 1976 - León de Greiff, poeta e diplomatico colombiano (n. 1895)
- 1977 - Evgenij Efimovič Karelov, regista sovietico (n. 1931)
- 1977 - Jacques Tréfouël, chimico e farmacologo francese (n. 1897)
- 1978 - Enrico Arioni, calciatore italiano (n. 1895)
- 1978 - Harold Rosenberg, critico d'arte statunitense (n. 1906)
- 1978 - Giuseppe Tarlao, calciatore italiano (n. 1904)
- 1979 - Giorgio Ambrosoli, avvocato italiano (n. 1933)
- 1979 - Jean Gutweniger, ginnasta svizzero (n. 1892)
- 1980 - Zygmunt Berling, generale e politico polacco (n. 1896)
- 1980 - Peggy Knudsen, attrice statunitense (n. 1923)
- 1980 - Shellie McMillon, cestista statunitense (n. 1936)
- 1980 - Marcello Pellarin, allenatore di calcio e calciatore italiano (n. 1910)
- 1980 - Mario Schisa, pianista e compositore italiano (n. 1906)
- 1981 - Jean-Jérôme Adam, missionario e arcivescovo cattolico francese (n. 1904)
- 1981 - Michel François, storico e archivista francese (n. 1906)
- 1981 - Paolo Molnar C., pittore e incisore ungherese (n. 1894)
- 1982 - Edoardo Garzena, pugile e allenatore di pugilato italiano (n. 1900)
- 1982 - Andrej Plávka, poeta, scrittore e politico slovacco (n. 1907)
- 1982 - Meša Selimović, scrittore bosniaco (n. 1910)
- 1983 - Memè Busietta, pallanuotista maltese (n. 1902)
- 1983 - Mick Clavan, calciatore olandese (n. 1929)
- 1983 - Ross Macdonald, scrittore statunitense (n. 1915)
- 1984 - Harry Hasso, attore, direttore della fotografia e regista tedesco (n. 1904)
- 1984 - Cesare Nielsen, medico e entomologo italiano (n. 1898)
- 1984 - Raymond Patriarca Sr., mafioso statunitense (n. 1908)
- 1984 - Mariano Trombetta, politico italiano (n. 1910)
- 1985 - José María López Lledín, avventuriero spagnolo (n. 1899)
- 1985 - Elia Rossi Passavanti, militare, politico e magistrato italiano (n. 1896)
- 1985 - Georges Verriest, calciatore francese (n. 1909)
- 1986 - Domenico Spadoni, calciatore italiano (n. 1912)
- 1986 - Charles Ward, ballerino statunitense (n. 1952)
- 1987 - Freddie Crum, cestista statunitense (n. 1912)
- 1987 - Riccardo Jucker, imprenditore e collezionista d'arte italiano (n. 1909)
- 1987 - Ville Mattila, fondista e sciatore di pattuglia militare finlandese (n. 1903)
- 1987 - Cyril McLaglen, attore britannico (n. 1899)
- 1987 - Avi Ran, calciatore israeliano (n. 1963)
- 1987 - Tom Waddell, multiplista, dirigente sportivo e attivista statunitense (n. 1937)
- 1988 - Li Fenglou, calciatore e allenatore di calcio cinese (n. 1912)
- 1989 - Veniero Canevari, illustratore e pittore italiano (n. 1926)
- 1989 - Irv Comp, giocatore di football americano statunitense (n. 1919)
- 1989 - Laurence Olivier, attore, regista teatrale e produttore teatrale britannico (n. 1907)
- 1989 - Magda Portal, scrittrice e poetessa peruviana (n. 1900)
- 1989 - Albert Sommer, ciclista su strada svizzero (n. 1915)
- 1990 - Dick Schmüll, allenatore di pallacanestro olandese (n. 1908)
- 1990 - Sun Yu, regista cinese (n. 1900)
- 1991 - Mokhtar Dahari, calciatore malese (n. 1953)
- 1991 - Angela Maria Guidi Cingolani, politica italiana (n. 1896)
- 1991 - Leyla Patricia Quintana Marxelly, poetessa e guerrigliera salvadoregna (n. 1970)
- 1991 - Morton Smith, storico statunitense (n. 1915)
- 1992 - Munroe Bourne, nuotatore canadese (n. 1910)
- 1992 - Deng Yingchao, politica cinese (n. 1904)
- 1992 - Constantin Pârvulescu, politico rumeno (n. 1895)
- 1992 - Sergio Quoiani, calciatore italiano (n. 1927)
- 1993 - Pietro Fosson, politico italiano (n. 1912)
- 1994 - Gary Kildall, informatico statunitense (n. 1942)
- 1994 - Giuseppe Serrini, politico italiano (n. 1917)
- 1994 - Savannah, attrice pornografica statunitense (n. 1970)
- 1995 - Kalevi Ihalainen, cestista e hockeista su ghiaccio finlandese (n. 1913)
- 1995 - Michele Montanari, cantante italiano (n. 1908)
- 1995 - Mária Rohonczi, cestista, velocista e giavellottista ungherese (n. 1923)
- 1995 - Carlo Tresoldi, calciatore italiano (n. 1952)
- 1996 - Willie Kelly, calciatore scozzese (n. 1922)
- 1996 - Ružica Meglaj, cestista jugoslava (n. 1941)
- 1997 - Antonio Rigorini, grafico e pittore italiano (n. 1909)
- 1998 - Giovanni Lovrovich, presbitero e storico italiano (n. 1915)
- 1998 - Carlo Martinato, dirigente d'azienda e divulgatore scientifico italiano (n. 1906)
- 1999 - Vittorio Fusco, vescovo cattolico e biblista italiano (n. 1939)
- 1999 - Leonardo Mattioli, illustratore italiano (n. 1928)
- 1999 - Giorgio Mille, regista cinematografico italiano (n. 1937)
- 2000 - Aldo Duro, linguista e lessicografo italiano (n. 1916)
- 2000 - Pedro Mir, poeta dominicano (n. 1913)
- 2000 - Robert Runcie, arcivescovo anglicano britannico (n. 1921)
- 2000 - Alessandro Tagliolini, scultore italiano (n. 1931)

## XXI secolo(123)
- 2001 - Herman Brood, cantautore olandese (n. 1946)
- 2001 - Aldo Nardi, calciatore italiano (n. 1931)
- 2001 - Marco Zanuso, architetto, designer e urbanista italiano (n. 1916)
- 2002 - Carlo Todros, antifascista e superstite dell'Olocausto italiano (n. 1923)
- 2003 - Giorgio Brugnoli, filologo italiano (n. 1924)
- 2003 - Roberto Clagluna, allenatore di calcio italiano (n. 1939)
- 2003 - Robert Gascoyne-Cecil, VI marchese di Salisbury, nobile e politico inglese (n. 1916)
- 2003 - Ken Whyld, scacchista, scrittore e giornalista britannico (n. 1926)
- 2004 - Roger Adkins, cestista statunitense (n. 1930)
- 2004 - Dorothy Hart, attrice statunitense (n. 1922)
- 2004 - Stan Hawkins, pallanuotista britannico (n. 1924)
- 2004 - Renée Saint-Cyr, attrice francese (n. 1904)
- 2004 - Walter Wager, romanziere, funzionario e giornalista statunitense (n. 1924)
- 2005 - Piero Cappuccilli, baritono italiano (n. 1929)
- 2005 - Francisco Casamayor, sollevatore cubano (n. 1949)
- 2005 - Lidia De Grada, politica, insegnante e giornalista italiana (n. 1920)
- 2005 - Cecilia Gatto Trocchi, antropologa e scrittrice italiana (n. 1939)
- 2005 - Shinya Hashimoto, wrestler e attore giapponese (n. 1965)
- 2005 - Jesús Iglesias, pilota automobilistico argentino (n. 1922)
- 2005 - Ralph Johnson, cestista e allenatore di pallacanestro statunitense (n. 1921)
- 2005 - Frances Langford, cantante e comica statunitense (n. 1913)
- 2005 - Samuel Schemberg, pallanuotista brasiliano (n. 1925)
- 2006 - Barnard Hughes, attore statunitense (n. 1915)
- 2006 - Fortunato Libanori, pilota motociclistico e pilota motonautico italiano (n. 1934)
- 2006 - Bill Miller, pianista statunitense (n. 1915)
- 2006 - René Roque, pugile francese (n. 1941)
- 2006 - John Spencer, giocatore di snooker inglese (n. 1935)
- 2007 - Luis María Delgado, regista e sceneggiatore spagnolo (n. 1926)
- 2007 - Livio Fongaro, allenatore di calcio e calciatore italiano (n. 1931)
- 2007 - Richard Franklin, regista, produttore cinematografico e sceneggiatore australiano (n. 1948)
- 2007 - Ove Grahn, calciatore svedese (n. 1943)
- 2007 - Lady Bird Johnson, first lady statunitense (n. 1912)
- 2007 - Alfonso López Michelsen, politico colombiano (n. 1913)
- 2007 - Renato Ognibene, politico, partigiano e sindacalista italiano (n. 1928)
- 2008 - Roy M. Huffington, imprenditore e diplomatico statunitense (n. 1917)
- 2008 - Cesare Jonni, arbitro di calcio italiano (n. 1917)
- 2009 - Arturo Gatti, pugile italiano (n. 1972)
- 2010 - Alberto Boccanegra, filosofo e teologo italiano (n. 1920)
- 2010 - Gisella Passarelli, giornalista, poetessa e scrittrice italiana (n. 1913)
- 2010 - Rudolf Strittich, allenatore di calcio e calciatore austriaco (n. 1922)
- 2011 - Ferdinando Cordova, storico italiano (n. 1938)
- 2011 - Michael Charles Evans, vescovo cattolico britannico (n. 1951)
- 2011 - Tom Gehrels, astronomo olandese (n. 1925)
- 2011 - Jaroslav Jiřík, hockeista su ghiaccio cecoslovacco (n. 1939)
- 2011 - George Lascelles, VII conte di Harewood, nobile e direttore artistico britannico (n. 1923)
- 2011 - Giuseppe Segalla, presbitero, teologo e biblista italiano (n. 1932)
- 2011 - Filoimea Telito, politico tuvaluano (n. 1944)
- 2012 - Joe McBride, calciatore scozzese (n. 1938)
- 2012 - André Simon, pilota automobilistico francese (n. 1920)
- 2012 - Tumaini Steede, calciatore bermudiano (n. 1990)
- 2013 - Leonardo Ferrel, calciatore boliviano (n. 1923)
- 2013 - Giuseppe Lorenzetti, calciatore italiano (n. 1948)
- 2013 - Alessandro Spina, scrittore siriano (n. 1927)
- 2013 - Carmine Tavano, politico italiano (n. 1926)
- 2014 - Jean-Louis Gauthier, ciclista su strada francese (n. 1955)
- 2014 - Charlie Haden, contrabbassista statunitense (n. 1937)
- 2014 - Bill McGill, cestista statunitense (n. 1939)
- 2014 - Dragoș Nosievici, cestista e allenatore di pallacanestro rumeno (n. 1938)
- 2014 - Giuliano Piazzi, sociologo italiano (n. 1933)
- 2014 - Tommy Ramone, batterista, produttore discografico e cantautore ungherese (n. 1952)
- 2015 - Herbert Ahues, compositore di scacchi tedesco (n. 1922)
- 2015 - Claudia Alexander, geofisica statunitense (n. 1959)
- 2015 - Giacomo Biffi, cardinale e arcivescovo cattolico italiano (n. 1928)
- 2015 - Patricia Crone, orientalista danese (n. 1945)
- 2015 - Hussein Fatal, rapper statunitense (n. 1973)
- 2015 - Satoru Iwata, autore di videogiochi e imprenditore giapponese (n. 1959)
- 2015 - Peter de Klerk, pilota automobilistico sudafricano (n. 1935)
- 2015 - Tom Piccirilli, scrittore statunitense (n. 1965)
- 2016 - Sally Beauman, scrittrice, critica letteraria e giornalista britannica (n. 1944)
- 2016 - Jean Bergeret, medico e psicanalista francese (n. 1923)
- 2016 - Maurilio Borello, operaio italiano (n. 1925)
- 2016 - Emma Cohen, attrice, regista e sceneggiatrice spagnola (n. 1946)
- 2016 - Stéphan Dakowski, calciatore francese (n. 1921)
- 2016 - Javier Etxebarria, calciatore spagnolo (n. 1940)
- 2016 - Elaine Fantham, latinista e critica letteraria britannica (n. 1933)
- 2016 - Corrado Farina, regista, sceneggiatore e scrittore italiano (n. 1939)
- 2016 - Heidrun Hartmann, botanica tedesca (n. 1942)
- 2016 - Kurt Svensson, calciatore svedese (n. 1927)
- 2017 - Fikret Hakan, attore turco (n. 1934)
- 2017 - Cornelius Johnson, giocatore di football americano statunitense (n. 1943)
- 2017 - Elena Lipizer, pianista italiana (n. 1930)
- 2017 - Enrico Loranzi, calciatore italiano (n. 1932)
- 2017 - Denis Mack Smith, storico e biografo britannico (n. 1920)
- 2017 - Aleksandr Majorov, regista sovietico (n. 1942)
- 2017 - Luigi Ferdinando Tagliavini, organista, clavicembalista e musicologo italiano (n. 1929)
- 2018 - Doğan Hakyemez, cestista turco (n. 1950)
- 2018 - Giovanni Marra, arcivescovo cattolico italiano (n. 1931)
- 2018 - Lindy Remigino, velocista statunitense (n. 1931)
- 2019 - Werner Buchholz, ingegnere tedesco (n. 1922)
- 2019 - Arto Nilsson, pugile finlandese (n. 1948)
- 2020 - Teodosio Barresi, attore italiano (n. 1937)
- 2020 - Alain Besseche, schermidore francese (n. 1929)
- 2020 - Giorgio Ladu, politico italiano (n. 1942)
- 2021 - Filippo Cavazzuti, economista e politico italiano (n. 1942)
- 2021 - Renée Deneuve, attrice teatrale e doppiatrice francese (n. 1911)
- 2021 - Charlie Gallagher, calciatore irlandese (n. 1940)
- 2021 - Laurent Monsengwo Pasinya, cardinale e arcivescovo cattolico della Repubblica Democratica del Congo (n. 1939)
- 2021 - Charles Robinson, attore statunitense (n. 1945)
- 2021 - Jerry Steele, cestista e allenatore di pallacanestro statunitense (n. 1939)
- 2022 - Víctor Benítez, calciatore peruviano (n. 1935)
- 2022 - Giacomo Di Napoli, aviatore e nuotatore italiano (n. 2002)
- 2022 - Natal'ja Dončenko, pattinatrice di velocità su ghiaccio sovietica (n. 1932)
- 2022 - Angelo Guglielmi, critico letterario, saggista e giornalista italiano (n. 1929)
- 2022 - José Guirao Cabrera, politico spagnolo (n. 1959)
- 2022 - Erik Hornung, egittologo lettone (n. 1933)
- 2022 - Monty Norman, musicista, compositore e cantante britannico (n. 1928)
- 2022 - Amedeo Ricucci, giornalista italiano (n. 1958)
- 2022 - Bruno Visentin, calciatore e allenatore di calcio italiano (n. 1936)
- 2023 - Sepp Behr, sciatore alpino tedesco (n. 1929)
- 2023 - Leonardo Cavallini, bobbista italiano (n. 1939)
- 2023 - Oleg Cokov, generale russo (n. 1971)
- 2023 - Philippe Garot, calciatore e allenatore di calcio belga (n. 1948)
- 2023 - Milan Kundera, scrittore, poeta e saggista cecoslovacco (n. 1929)
- 2023 - Mantaur, wrestler statunitense (n. 1968)
- 2024 - Shelley Duvall, attrice e produttrice televisiva statunitense (n. 1949)
- 2024 - Thomas Hoepker, fotografo, fotoreporter e direttore della fotografia tedesco (n. 1936)
- 2024 - Igor Jelnikar, cestista jugoslavo (n. 1937)
- 2024 - Willi Koslowski, calciatore tedesco (n. 1937)
- 2024 - Bas Maliepaard, ciclista su strada e pistard olandese (n. 1938)
- 2025 - Ján Bakoš, storico dell'arte slovacco (n. 1943)
- 2025 - Goffredo Fofi, saggista, attivista e giornalista italiano (n. 1937)
- 2025 - Gerardo Litterio, politico italiano (n. 1926)
- 2025 - Martin Cruz Smith, scrittore e giornalista statunitense (n. 1942)

## Senza anno specificato(1)
- Gualtiero d'Avesnes, nobile